# Ljudmyla Radtschenko
Ljudmyla Radtschenko (ukrainisch Людмила Радченко, engl. Transkription Lyudmyla Radchenko; * 1. Oktober 1932 in Kiew) ist eine ehemalige ukrainische Weitspringerin, die für die Sowjetunion startete.
Bei den Olympischen Spielen 1960 in Rom wurde sie Fünfte.
1960 wurde sie Sowjetische Meisterin. Ihre persönliche Bestleistung von 6,28 m stellte sie am 7. September 1958 in Kiew auf.